# ملکه مارگو (رمان)
ملکه مارگارت یا ملکه مارگو (انگلیسی: Queen Margot) (به فرانسوی: La Reine Margot) یک رمان تاریخی است که در سال ۱۸۴۵ توسط الکساندر دوما، نوشته شده‌است. اگرچه ماجرای رمان بر اساس شخصیت‌ها و رویدادهای واقعی است؛ اما برخی از وقایع داستان با آنچه در واقعیت اتفاق افتاده‌است، مغایرت دارد. مورخان، مغایرت برخی قسمت‌های رمان با واقعیت را به دلیل آزادی عمل در کارهای هنری، بدون مشکل تشخیص دادند و همچنین احتمال دادند که دوما، تحت تأثیر تبلیغات منفی علیه برخی از شخصیت‌های تاریخی، به ویژه کاترین قرار گرفته باشد. این کتاب که به زبان فرانسوی نوشته شده بود، تقریباً بلافاصله بعد از انتشار، به زبان انگلیسی نیز ترجمه شد. ترجمه انگلیسی این داستان ابتدا به‌صورت ناشناس انجام شد اما اندکی بعد، دیوید بوگ آن را به صورت عمومی به نام مارگارت والووا: یک عاشقانه تاریخی (Marguerite de Valois: An Historical Romance) ترجمه نمود.

## موضوع
داستان رمان در ماه اوت سال ۱۵۷۲ در پاریس و زمان سلطنت شاه شارل نهم از دودمان والوآ و جنگ‌های مذهبی فرانسه آغاز می‌شود. قهرمان داستان، مارگارت والووا که مارگوت هم شناخته می‌شود، دختر پادشاه مرحوم آنری دوم است. شخصیت منفی این رمان، کاترین مدیچی، مادر مارگوت، قدرت نمای حقه‌باز کلیسای کاتولیک است.
اگرچه خود مارگوت توسط قانون سالیک از تاج و تخت محروم شده‌است اما ازدواج او با یک شاهزاده پروتستان فرصتی برای پیوند دوباره او با خاندان سلطنتی در دوران سلطنت شاه شارل نهم خودبیمارانگار فراهم می‌کند. در همان حین، کاتولیک‌ها برای سلطه سیاسی بر فرانسه با پروتستان‌های فرانسوی رقابت می‌کنند. کاترین تصمیم می‌گیرد با پیشنهاد دادن مارگو برای ازدواج با آنری چهارم، پادشاه ناوار که شاه یک پادشاهی پیرو کلیسای پروتستان است، حسن نیت خود را به پروتستان‌ها اثبات کند. در همان زمان، کاترین برنامه‌ریزی می‌کند تا کشتاری خونین در سال ۱۵۷۲ انجام دهد و بسیاری از ثروتمندترین و برجسته‌ترین اوگنوها را که در شهر عمدتاً کاتولیک پاریس هستند تا شاهزاده پروتستان را هنگام عروسی‌اش همراهی کنند، به قتل برساند. قتل‌عام چهار روز پس از مراسم عروسی آغاز می‌شود و هزاران پروتستان سلاخی می‌شوند. مراسم ازدواج برگزار می‌شود اما مارگوت که آنری را دوست ندارد؛ رابطه‌ای پرشور را با سرباز لا موله، که او نیز پروتستان و از خانواده‌ای مرفه است، آغاز می‌کند. دسیسه‌های درباریان علیه یکدیگر زیاد می‌شود، قتل‌ها با مسمومیت افراد ادامه می‌یابد و توطئه شرورانه کاترین برای نشاندن پسرش، آنری سوم بر تخت پادشاهی، زندگی لاموله، مارگوت و آنری چهارم را تهدید می‌کند.

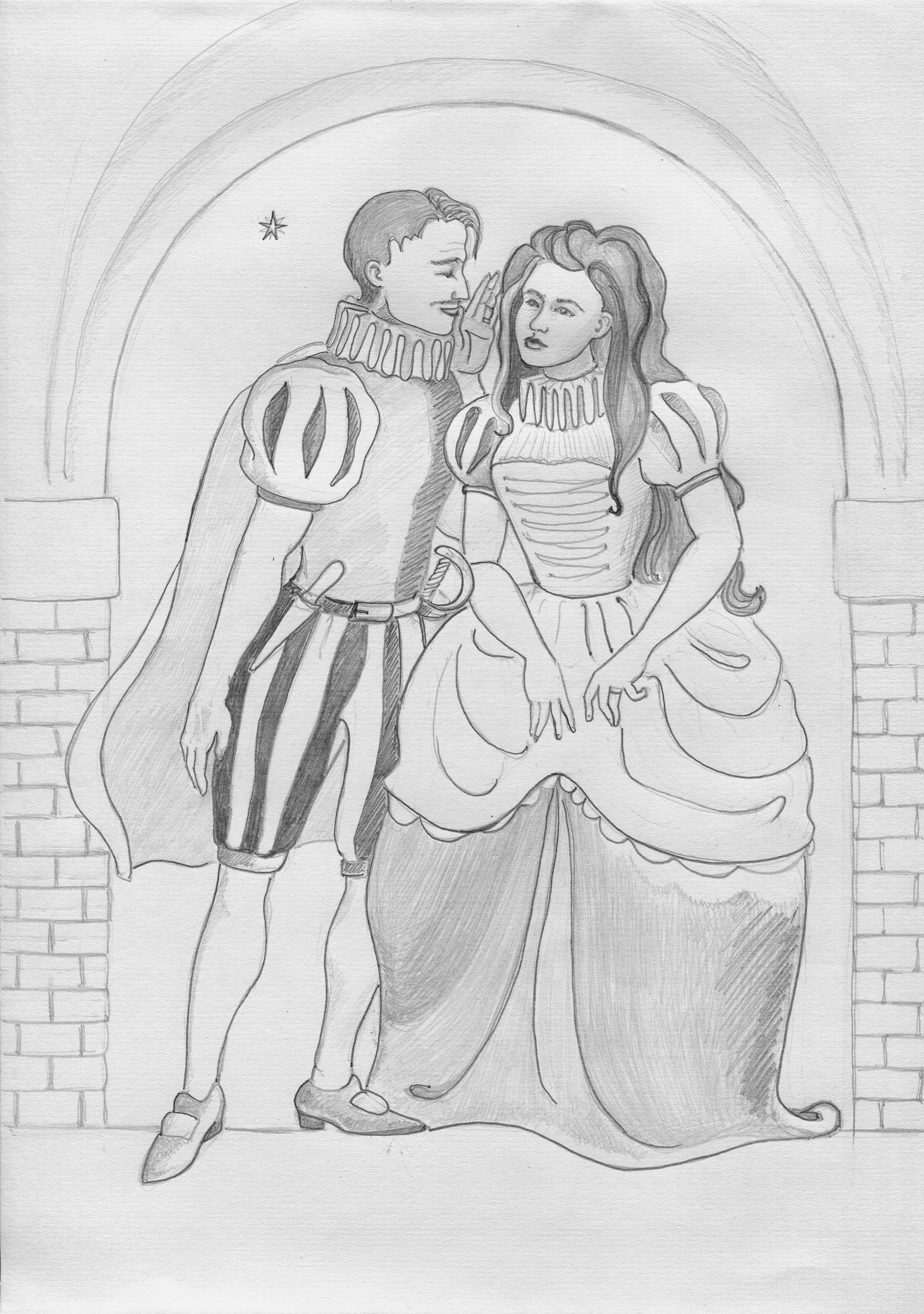
مارگو و آنری
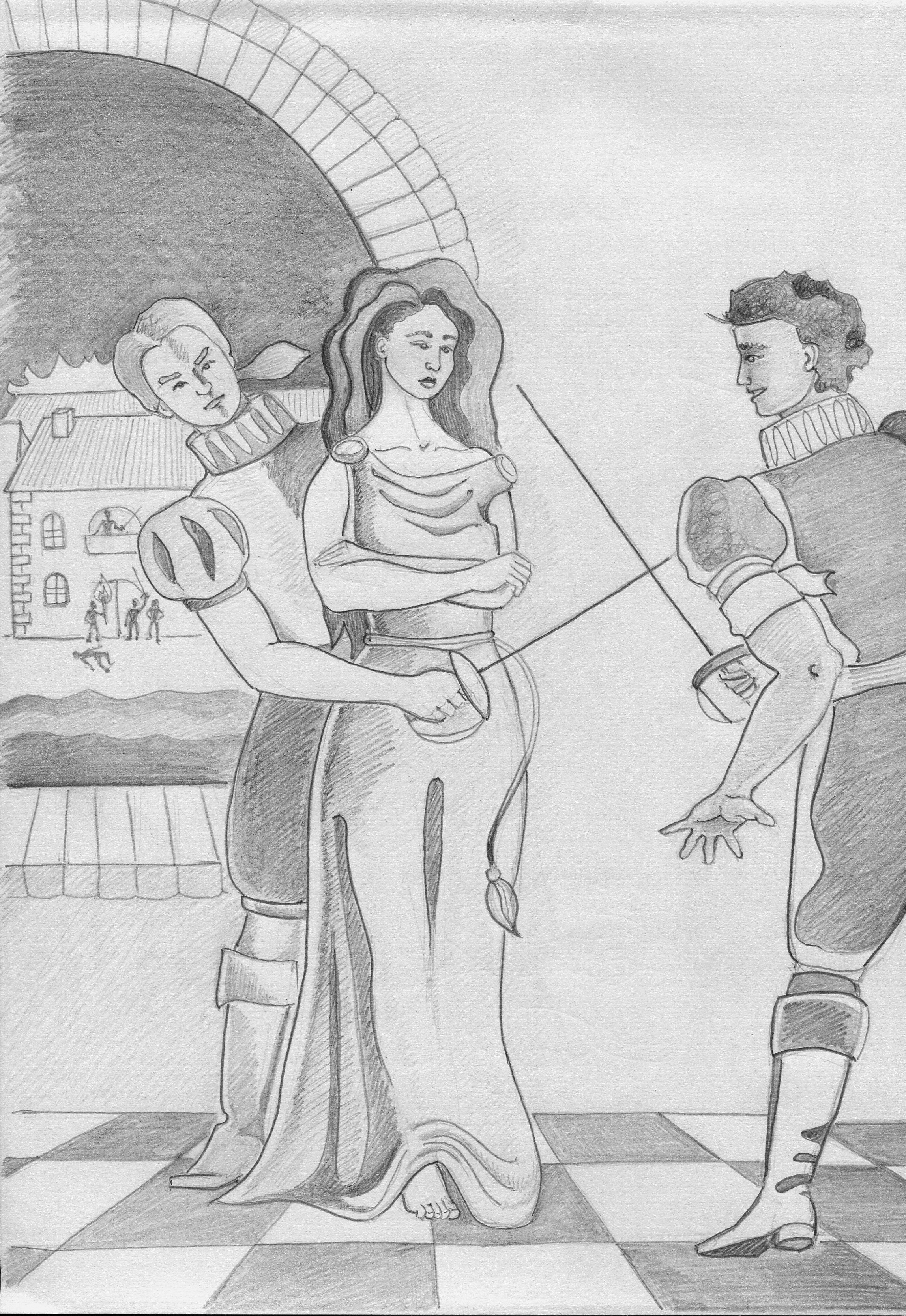
شب کشتار سن‌بارتلمی
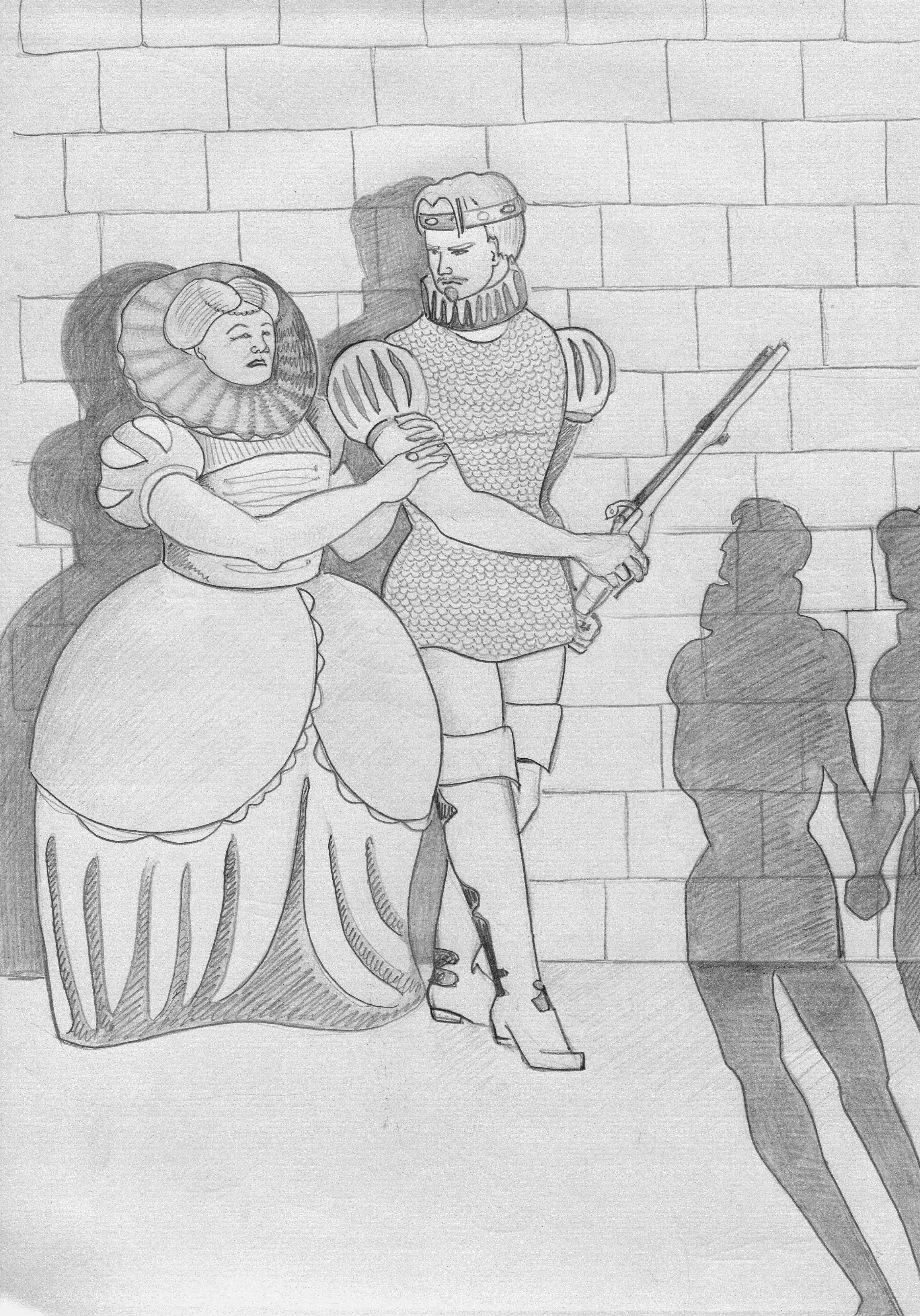
شارل و ملکه مادر
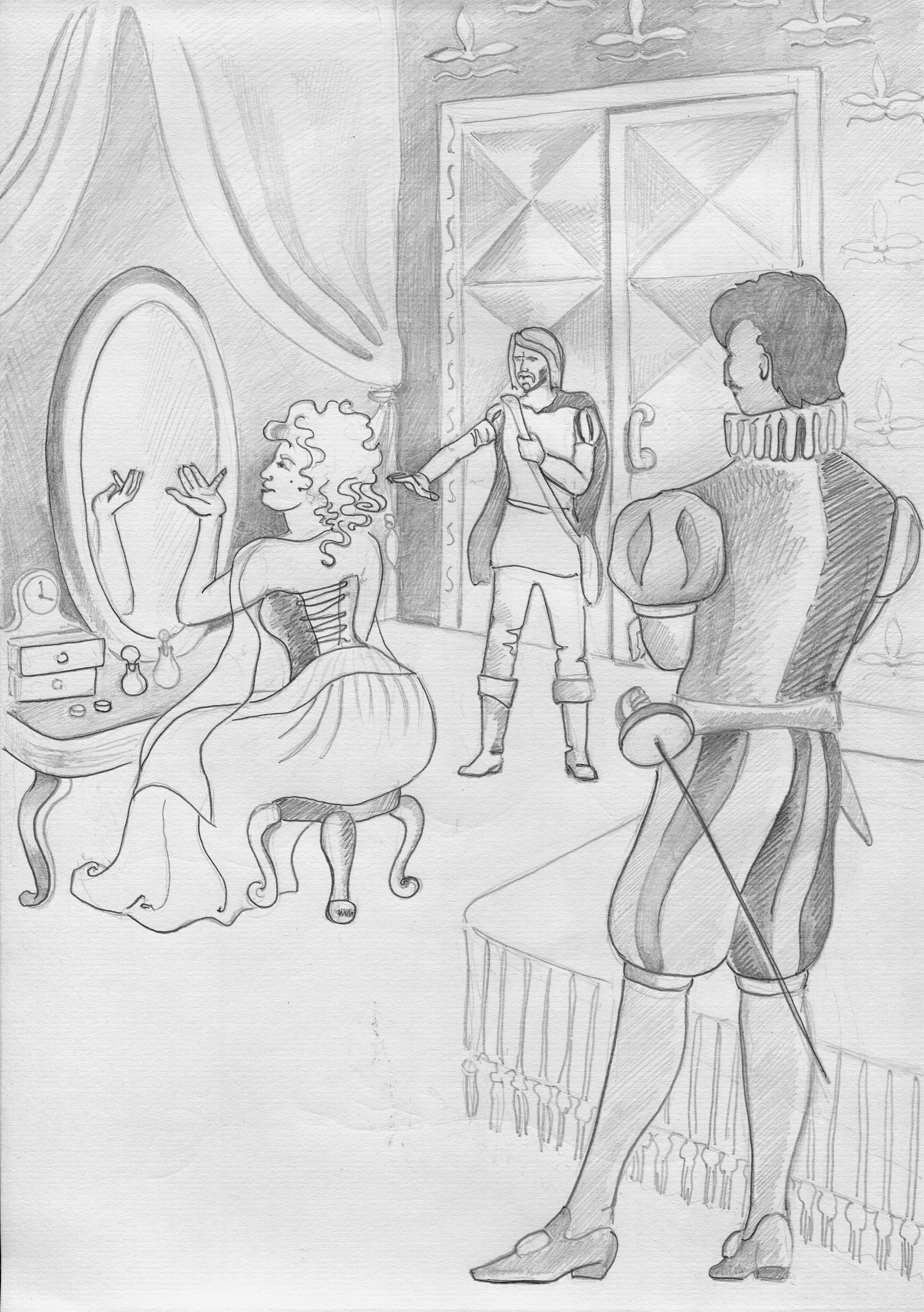
مادام دئه سو و رنه و آنری
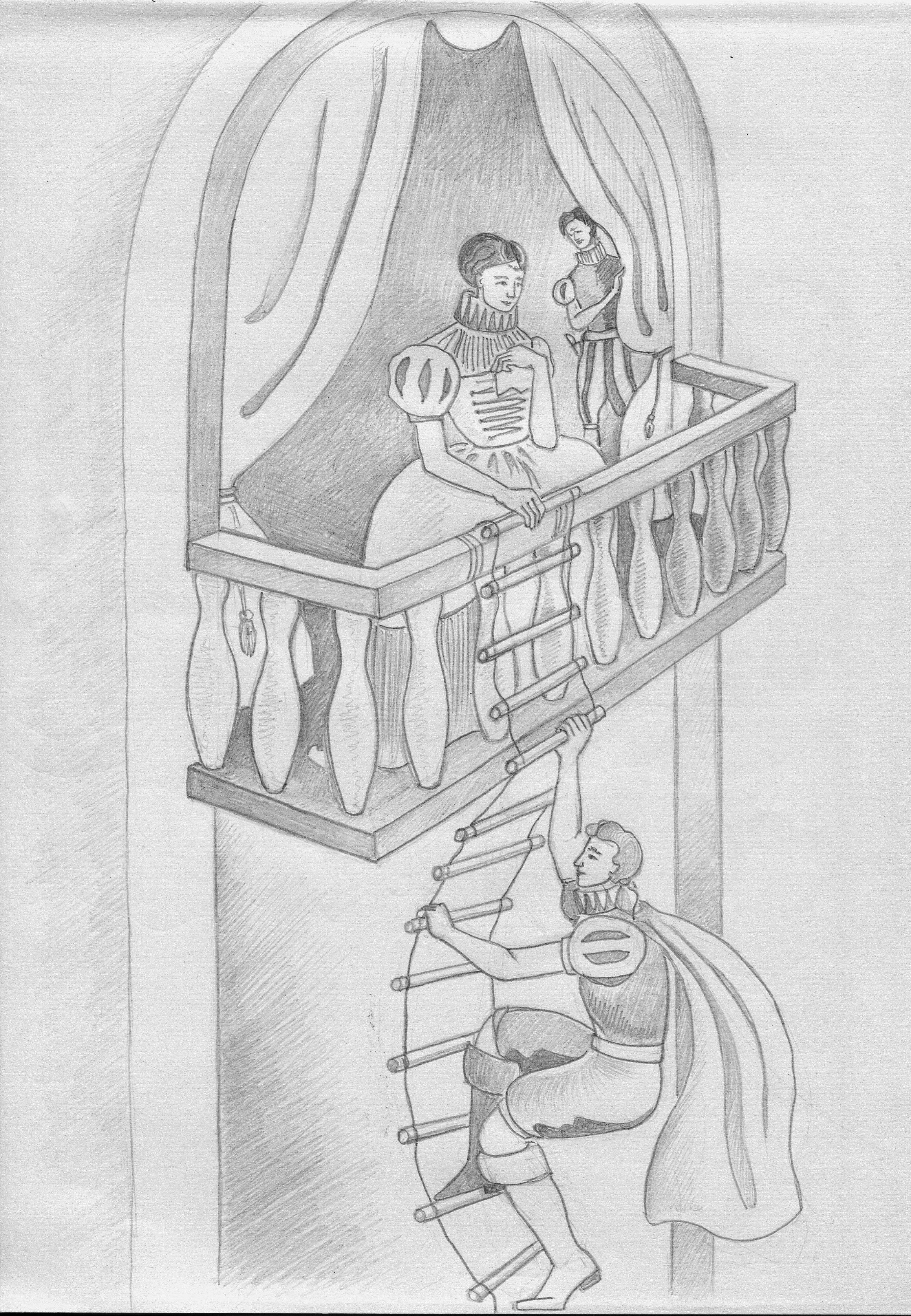
مارگوت و آنری در انتظار آمدن لا موله
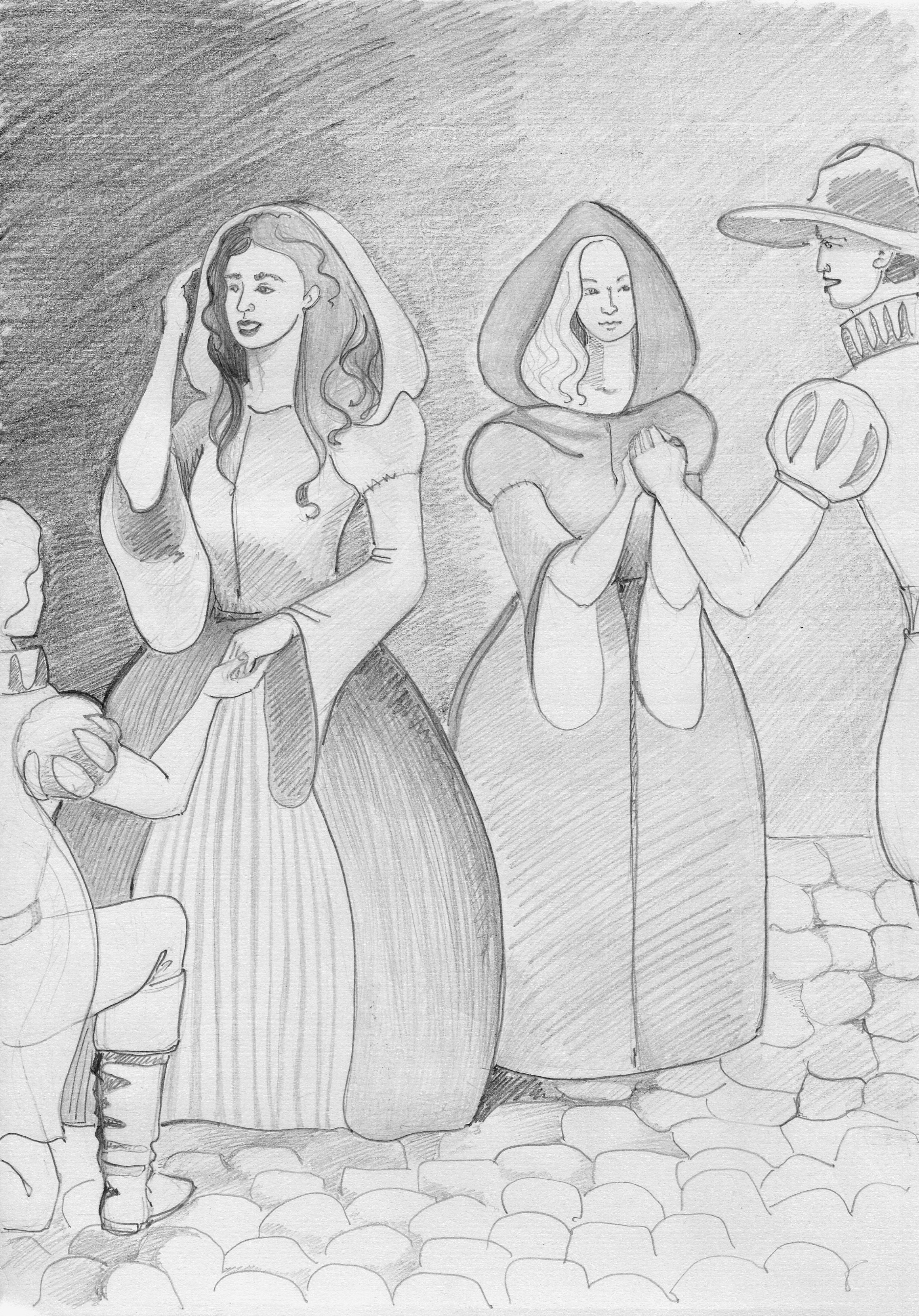
لا موله، مارگوت، دوشس و کوکوناس

## اقتباس
از کل یا بخشی از موضوع رمان اقتباس‌های سینمایی و تلویزیونی بسیاری شده‌است و فیلم‌ها و مجموعه‌های تلویزیونی بر اساس این رمان و حقایق تاریخی، ساخته شده‌است که برای مثال، می‌توان فیلم سینمایی ملکه مارگو، به کارگردانی پاتریس شرو کارگردان مطرح فرانسوی٬ محصول سال ۱۹۹۴ با درخشش ایزابل آجانی و دنیل اوتوی را نام برد. این فیلم نامزد جایزه اسکار بهترین طراحی لباس شد.